# David Garrick
David Garrick (19 de fevereiro de 1717 – 20 de janeiro de 1779) foi um ator, dramaturgo e produtor teatral inglês que influenciou quase todos os aspectos da prática teatral ao longo do século 18, e foi aluno e amigo do Dr. Samuel Johnson. Ele apareceu em um número de teatro amador, e com sua aparição no papel-título de Ricardo III de Shakespeare, o público e os gerentes começaram a tomar conhecimento.

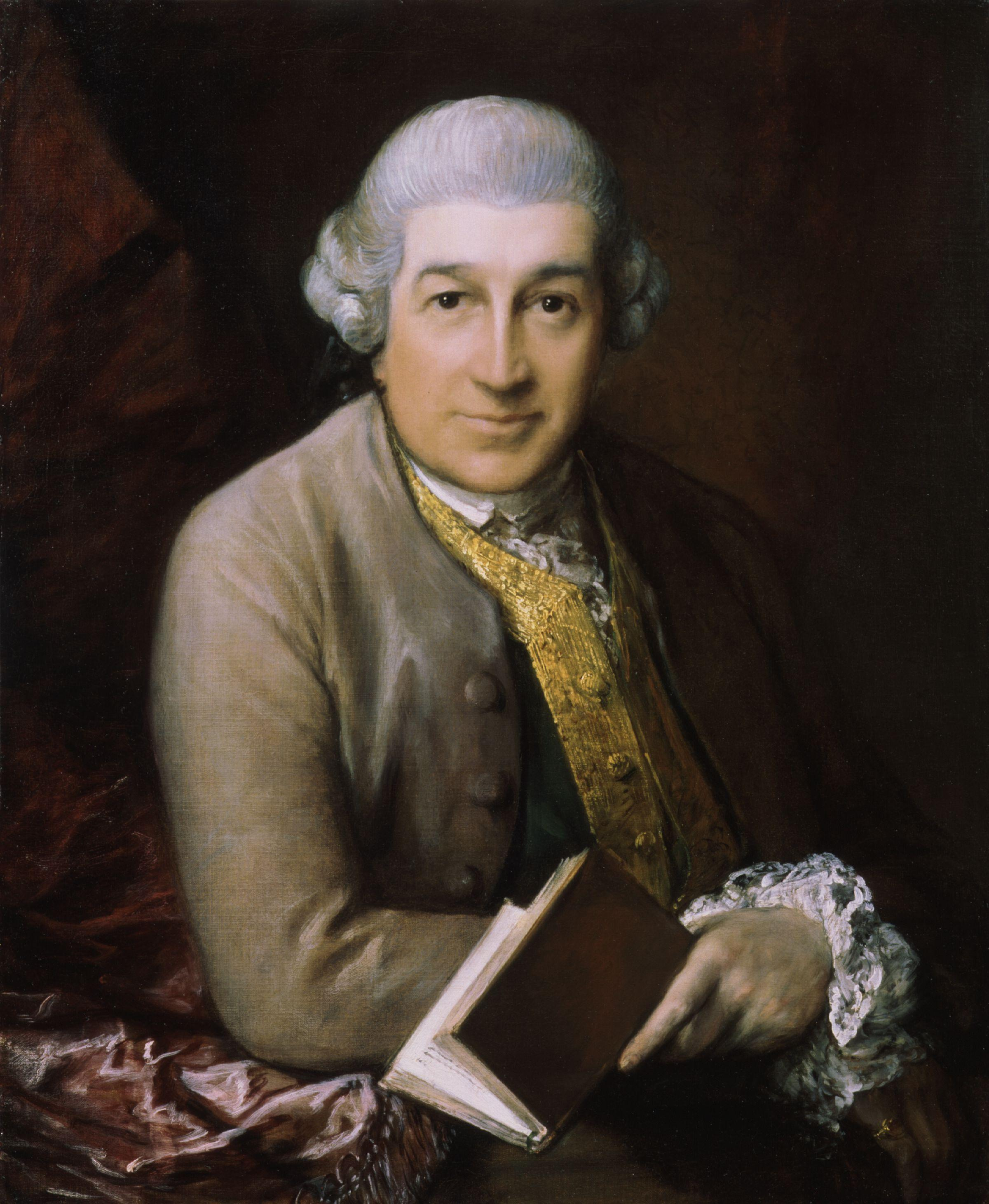
David Garrick, por Thomas Gainsborough.

Impressionado por seus retratos de Ricardo III e uma série de outros papéis, Charles Fleetwood contratou Garrick para uma temporada no Theatre Royal, Drury Lane. Ele permaneceu com a companhia Drury Lane pelos próximos cinco anos e comprou uma parte do teatro com James Lacy. Esta compra inaugurou 29 anos da gestão de Garrick do Drury Lane, período durante o qual ganhou destaque como um dos principais teatros da Europa. Na sua morte, três anos após sua aposentadoria de Drury Lane e do palco, ele recebeu um luxuoso funeral público na Abadia de Westminster, onde foi sepultado no Poets' Corner.
Como ator, Garrick promoveu uma atuação realista que se afastou do estilo bombástico que estava enraizado quando ele ganhou destaque. Sua atuação encantou muitos públicos e sua direção de muitos dos principais atores do palco inglês influenciou seus estilos também. Durante seu mandato como gerente da Drury Lane, Garrick também procurou reformar o comportamento do público. Embora isso tenha causado algum descontentamento entre o público que frequentava o teatro, muitas de suas reformas finalmente se firmaram. Garrick também buscou reformas em questões de produção, trazendo uma consistência abrangente para produções que incluíam cenografia, figurinos e até efeitos especiais.

A influência de Garrick estendeu-se também ao lado literário do teatro. Seu trabalho em trazer Shakespeare para o público contemporâneo é notável. Além disso, ele adaptou muitas peças antigas do repertório que podem ter sido esquecidas. Estas incluíram muitas peças da era da Restauração. De fato, ao mesmo tempo em que influenciava o teatro em direção a um padrão melhor, ele também ganhou uma melhor reputação para o pessoal do teatro. Essa conquista levou Samuel Johnson a observar que "sua profissão o enriqueceu e ele a tornou respeitável".

## Principais trabalhos
- Lethe: or, Aesop in the Shades (1740)
- The Lying Valet (1741)
- Miss in Her Teens; or, The Medley of Lovers (1747)
- Lilliput (1756)
- The Male Coquette; or, Seventeen Fifty Seven (1757)
- The Guardian (1759)
- Harlequin's Invasion (1759)
- The Enchanter; or, Love and Magic (1760)
- The Farmer's Return from London (1762)
- The Clandestine Marriage (1766)
- The Country Girl (1766)
- Neck or Nothing (1766)
- Cymon (1767)
- Linco's Travels (1767)
- A Peep Behind the Curtain, or The New Rehearsal (1767)
- The Jubilee (1769)
- The Irish Widow (1772)
- A Christmas Tale (1773)
- The Meeting of the Company; or, Bayes's Art of Acting (1774)
- Bon Ton; or, High Life Above Stairs (1775)
- The Theatrical Candidates (1775)
- May-Day; or, The Little Gypsy (1775)